# Усть-Донецкое городское поселение
Усть-Донецкое городское поселение — муниципальное образование в Усть-Донецком районе Ростовской области.
Административный центр поселения — рабочий посёлок Усть-Донецкий.

## География
Территория Усть-Донецкого городского поселения располагается на правом берегу Северского Донца.

## История
В период с 1958 по 1960 год населённый пункт носил название посёлка строителей Усть-Донецкого речного порта. До апреля 1963 года посёлок относился к территории Апаринского сельского совета Раздровского района. В апреле 1963 года он вошёл в состав Волгодонского горсовета. В январе его территория вошла в состав Константиновского района. Посёлок Усть-Донецкий входит в состав Усть-Донецкого городского поселения и выступает его административным центром с 1965 года. Площадь рабочего посёлка Усть-Донецкого составляет 7238 квадратных километров. Численность населения 11310 человек.
В посёлке работает около 150 предприятий различной направленности, есть общеобразовательные школы, работает Дом культуры. В 2008 году городское поселение одержало победу в борьбе за звание «Лучшего районного центра Ростовской области». С 2009 года здесь проводятся Спартакиады трудящихся. Администрация Усть-Донецкого городского поселения выполнила работы по капитальному ремонту стадиона «Водник», монтажу зрительских кресел на трибунах. В 2015 году был запущен в эксплуатацию фонтан «Юбилейный», открыта мемориальная доска памяти поэту Олегу Полянскому. В 2016 году было установлено электронное информационное табло на въезде в посёлок.

## Население
| 2009    | 2010    | 2012    | 2013    | 2014    | 2015    | 2016    | 2017    | 2018    |
| ------- | ------- | ------- | ------- | ------- | ------- | ------- | ------- | ------- |
| 11 240  | ↗11 817 | ↘11 654 | ↘11 504 | ↘11 409 | ↘11 361 | ↘11 310 | ↘11 256 | ↘11 254 |
| 2019    | 2020    | 2021    | 2022    |         |         |         |         |         |
| ↘11 204 | ↘11 142 | ↘10 203 | ↗10 872 |         |         |         |         |         |

## Административное устройство
В состав Усть-Донецкого городского поселения входит один населённый пункт — рабочий посёлок Усть-Донецкий.

## Местное самоуправление
Главы городского поселения
- Тузов Сергей Васильевич